# Thaon-les-Vosges
Thaon-les-Vosges foi uma antiga comuna francesa na região administrativa de Grande Leste, no departamento de Vosges. Estendia-se por uma área de 11,7 km². 
Em 1 de janeiro de 2016, foi incorporada à nova comuna de Capavenir-Vosges.